# Шапел Гаслен
Шапел Гаслен (фр. Chapelle-Gaceline) насеље је и општина у северозападној Француској у региону Бретања, у департману Морбијан која припада префектури Ван.
По подацима из 2011. године у општини је живело 765 становника, а густина насељености је износила 98,2 становника/km². Општина се простире на површини од 7,79 km². Налази се на средњој надморској висини од 20 метара (максималној 52 m, а минималној 5 m).

## Демографија
| 1962. | 1968. | 1975. | 1982. | 1990. | 1999. | 2011. |
| ----- | ----- | ----- | ----- | ----- | ----- | ----- |
| 447   | 453   | 447   | 459   | 514   | 502   | 765   |

График промене броја становника у току последњих година